# Макканн и другие против Соединённого Королевства
Макканн и другие против Соединенного Королевства (McCann and Others v United Kingdom) (21 ECHR 97 GC) — это дело, рассмотренное в 1995 году в Европейском суде по правам человека (ECHR) в отношении предполагаемого нарушения Соединенным Королевством статьи 2 Европейской конвенции о правах человека.

## Факты
Разведка предположила, что группа известных членов Временной ирландской республиканской армии (ИРА) (Дэниел Макканн, Шон Сэвидж и Майреад Фаррелл) планировала взрыв в Гибралтаре. Один из участников был известным специалистом по взрывчатым веществам, в то время как другие были связаны, а также осуждены за различные действия, связанные со взрывчатыми веществами и терроризмом. Во время наблюдения группа пересекла границу с Испанией без сопротивления властей и впоследствии припарковала машину в людном месте. В прошлых случаях ИРА использовала детонаторы с дистанционным управлением, и разведка предположила, что машина была оснащена взрывчаткой, и подозреваемые держали дистанционный детонатор.
Группа солдат Особой воздушной службы (SAS) была отправлена, чтобы перехватить и арестовать их по обвинению в заговоре. Команда, в соответствии со своей подготовкой, застрелила подозреваемых. В то время это было оправдано командами как ответ на действия подозреваемых, которые, по их мнению, потянулись руками к детонаторам. Расследование стрельбы не выявило нарушения статьи 2 конституции Гибралтара. На момент стрельбы у подозреваемых не было ни детонатора, ни взрывчатки. Однако была обнаружена машина, зарегистрированная на имя одного из подозреваемых, в которой были установлены взрывные устройства типа «тикающая бомба замедленного действия», а не дистанционные детонаторы. Выяснилось, что подозреваемые выполняли разведывательную миссию и припарковали свою машину, чтобы освободить место для самой машины с взрывчаткой.

## Решение
ЕСПЧ рассмотрел вопрос о том, была ли стрельба соразмерна целям, которые должны были быть достигнуты государством при задержании подозреваемых и защите граждан Гибралтара от незаконного насилия; суд установил нарушение статьи 2: убийство трех членов ИРА не являлось применением силы, которое было «абсолютно необходимым», как этого требует статья 2-2.
Нарушение статьи 2 было установлено 10 голосами против 9 при планировании, проведенном властями, поскольку оно не было «строго пропорционально» целям, которые должны были быть достигнуты; т.е. спасение жизней. Во-первых, суд установил нарушение в том, что подозреваемых не были арестованы на границе, чтобы защитить все соответствующие человеческие жизни. Во-вторых, суд установил, что власти не учли правильность разведданных (которые оказались неверными) и, в-третьих, использование солдат SAS — боевых групп, обученных стрелять на поражение, — также было процедурным провалом при планировании миссии, нарушившей статью 2. Девять из девятнадцати судей выразили несогласие: Риссдал, Бернхардт, Вилхьяльмссон, Гёльчюклю, Палм, Пекканен, Фриланд, Бака и Ямбрек.
Суд постановил:
- Десятью голосами против девяти, что имело место нарушение статьи 2 Конвенции;
- Принято единогласно, что Соединенное Королевство должно выплатить заявителям в течение компенсацию расходов и издержек, понесенных в ходе страсбургского разбирательства;
- Единогласно отклонил требования заявителей о возмещении ущерба;
- Единогласно отклонил требования заявителей в отношении судебных издержек и издержек, понесенных в ходе расследования в Гибралтаре;
- Отклонил единогласно остальные требования о справедливой компенсации.

## Внешние ссылки
- Решение ЕСПЧ от 27 сентября 1995 г.